# Landskap i dimman
Landskap i dimman (grekiska: Τοπίο στην ομίχλη, Topio stin omichli) är en grekisk dramafilm från 1988 regisserad av Theo Angelopoulos.